# Västra Klagstorps landskommun
Västra Klagstorps landskommun var en tidigare kommun i dåvarande Malmöhus län.

## Administrativ historik
Kommunen bildades i Klagstorps socken i Oxie härad i Skåne när 1862 års kommunalförordningar trädde i kraft. Namnet var före 17 april 1885 Klagstorps landskommun.
Vid kommunreformen 1952 uppgick kommunen i Bunkeflo landskommun som 1971 uppgick i Malmö kommun.